# Thalham (Rattenkirchen)
Thalham ist ein Gemeindeteil in der Gemeinde Rattenkirchen im oberbayerischen Landkreis Mühldorf am Inn.

## Lage
Der Weiler Thalham liegt 150 Meter nördlich der Bundesstraße B12 und etwa 2,3 Kilometer südwestlich der Abfahrt 17 (Heldenstein) der Bundesautobahn 94. Thalham befindet sich etwa auf halber Strecke zwischen den größeren Orten Rattenkirchen, Weidenbach, Haun und Heldenstein.

Thalham von Südosten, im Vordergrund die B12

## Name
Der Name setzt sich aus mittelhochdeutsch tal ‚Tal‘ und der altbairischen Endsilbe -ham ‚-heim‘ zusammen. Die Schreibweise Thal war bis zur Orthographischen Konferenz von 1901 landesweit üblich. Die Form -(h)am konzentriert sich in Oberbayern südlich von München, am unteren Inn bis Passau und im Innviertel über den Hausruck bis in das Salzkammergut und markiert den frühen baiuwarischen Kernsiedlungsraum.

## Bevölkerungsentwicklung

Thalham 2

Thalham 2, Erdkeller

Im Ersten Weltkrieg wurde die männliche Bevölkerung von Thalham stark dezimiert, weil an der Westfront in Frankreich die Gütlerssöhne Sebastian Brader († 8. März 1915 in Sommepy-Tahure, Soldat beim 2. Infanterie-Regiment), Isidor Brader († 6. oder 8. August 1915 in Colmar, Soldat beim 1. Landwehr-Infanterie-Regiment) und Johann Brader († 11. November 1915 in Wasserburg, Elsaß, Soldat beim 19. Reserve-Infanterie-Regiment) fielen.  Um 1925 lebten der Nachkriegszeit des Ersten Weltkriegs 21 Einwohner in Thalham. Um 1950 lebten dort in der Nachkriegszeit des Zweiten Weltkriegs 33 Einwohner. Im Mai 1987 gab es elf Einwohner in drei Wohnungen in drei Wohngebäuden.
| Jahr      | 1925 | 1950 | 1970 | 1987 |
| Einwohner | 21   | 33   | 13   | 11   |